# Zip the Pinhead
William Henry Johnson (c. 1842/1843 – 26 de abril de 1926), conocido como Zip, el Cabeza de Alfiler (Zip the Pinhead, en inglés), fue un fenómeno de feria y actor estadounidense que se exhibió en espectáculos de rarezas con gran éxito.

## Primeros años
William Henry Johnson nació en Nueva Jersey como uno de los seis hijos de una pobre familia afroamericana. Sus padres, William y Mahalia Johnson, eran un matrimonio de exesclavos. Al crecer, su cuerpo se desarrolló normalmente pero su cabeza quedó pequeña. Su cráneo picudo y la mandíbula grande atrajeron la atención de los agentes del circo de Van Emburgh en Somerville, Nueva Jersey. Su aspecto inusual hizo creer a muchos que era un "pinhead" (cabeza de alfiler, en inglés), o microcéfalo. Los afectados de microcefalia se caracterizan por ser pequeños, con el cráneo estrecho y a menudo severo retraso mental. Se discute, aun así, si William Henry era mentalmente discapacitado. 
Los padres de William Henry aceptaron dejarlo ir con el circo para ser exhibido a cambio de un dinero que ciertamente necesitaban. Era anunciado como un "eslabón perdido", presuntamente atrapado en África y mostrado en una jaula. Se convirtió en una atracción muy popular, y tal éxito animó a su promotor a mostrar al joven William Henry al famoso empresario del espectáculo P. T. Barnum.
Barnum lo compró al circo y le dio un nuevo aspecto. Lo vistió con un traje peludo, y su cabello fue rasurado excepto un pequeño parche sobre la coronilla. Finalmente, le dio un nombre: Zip, el Cabeza de Alfiler o ¿Qué es eso?

## Zip, the Pinhead
Barnum le creó una historia, según su costumbre. Se explicaba a la audiencia que pertenecía a una tribu de "eslabones perdidos" que había sido descubierta en África, y que así fue como Zip había sido atrapado. Aseguraban que ese "hombre salvaje", el "Qué-Es-Eso?", subsistía con carne cruda, nueces y fruta, pero que estaba aprendiendo a comer alimentos más civilizados, como pan y tortitas.
Zip era mostrado en una jaula donde podía aferrarse a los barrotes y chillar. Este acto fue tremendamente exitoso para Barnum, y Zip llegó a ser la mayor atracción de su American Museum, junto con los gemelos siameses, Chang y Eng.
Más tarde, el acto de Zip se suavizó, solo siendo mostrado o realizando trucos cómicos. Sirvió como modelo para los numerosos y estrafalarios "¿Qué es Eso?" que se exhibían en los dime museums y barracas de feria a finales del siglo XIX y principios del siglo XX. Al final de su larga carrera compartiría espacio con otros fenómenos, incluyendo sus amigos Jim Tarver, "el Gigante de Texas"; Jack Earle, el "Hombre más Alto en el Mundo"; Koo Koo la Mujer Ave y muchos otros, pues Zip viajó extensamente con el circo Ringling Brothers.
Zip incluso atrajo la atención de personalidades. En 1860, fue visitado en el museo por Alberto, el Príncipe de Gales, y en 1867 por Charles Dickens; como otras estrellas de Barnum, fue fotografiado por el famoso fotógrafo de la Guerra de Secesión Mathew Brady.
Después de este primer periodo, el mejor amigo y gerente de Zip fue el Capitán O.K. White. Se ocupó conscientemente de sus intereses, invirtiendo con tino sus 100 dólares semanales y también le regaló una de sus posesiones más preciadas: un esmoquin, que lucía en ocasiones especiales, como cumpleaños.[cita requerida]
Otra de sus posesiones era un violín. Se decía que lo había comprado en Kentucky y que una vez había pertenecido a Daniel Boone. Zip tocaba muy mal el instrumento, pero aun así se asegura que a los espectadores les encantaba verlo cantar y bailar con su violín, en silencio, pagándole por ello, reuniendo en pocos años la enorme suma de 14.000 dólares.
En sus últimos años, abandonó las giras y se instaló en Coney Island. Una tarde de domingo en 1925, Zip oyó los gritos de ayuda de una niña. Había sido arrastrada por las olas al mar y Zip se lanzó a nadar para salvarla. Zip era entonces un vigoroso octogenario. Los presentes lo aclamaron y vitorearon al salir del agua con la pequeña a salvo.
Zip enfermó de bronquitis a principios de 1926, y en contra de los deseos de su doctor y del Capitán White, continuó actuando en su papel en la obra teatral Sunny, en el Teatro New Amsterdam. Al cierre de la obra, regresó a su casa en Bound Brook, Nueva Jersey, donde fue atendido por el doctor, el capitán White, y su hermana Sarah. Como su condición empeoró, fue trasladado al Bellevue Hospital, en Nueva York, donde murió.
Se estima que durante sus 67 años en el negocio del espectáculo, Zip entretuvo a más de cien millones de personas. Fue denominado "El Decano de los Freaks". A su funeral asistieron algunos de los fenómenos más famosos de la época, como la señora Olga Roderick, la mujer barbuda; Frank Graf, un Hombre Tatuado, e Irene Jolly, la Mujer Gorda. Durante la ceremonia, el capitán White colapsó, y murió tres días más tarde.
Zip el Cabeza de Alfiler fue enterrado vestido con su esmoquin en la parcela 399 del Cementerio de Bound Brook el 28 de abril de 1926. Sobre su sepultura, una lápida pequeña tiene inscrito "William H. Johnson, 1857–1926". Aun así, su edad en el certificado de defunción es de 83 años, lo cual significa que nació en 1842 o 1843, lo que parece más probable considerando su aspecto adulto en las fotografías de la década de 1860; 1857 es probablemente el año en que empezó su carrera.

## CómicZippy The Pinhead
Johnson fue una de las inspiraciones para Bill Griffith en su cómic Zippy the Pinhead. Está presente en el "Freak Show Tech" de la serie de History Channel Wild West Tech. A pesar de que Johnson no fue el primer "pinhead" en ser mostrado en los espectáculos de rarezas, sus trajes y presentación fueron imitados desde entonces en la exhibición de otros microcefálicos al público.

## Capacidad mental
William Henry Johnson tal vez no fuera microcefálico, sino que simplemente tuviera una cabeza de forma extraña. Además, posiblemente no sufría el retraso mental que los microcefálicos suelen presentar. Ha habido posteriormente interés en constatar la capacidad mental real de Zip.
La hermana de William Henry, Sarah Van Duyne, reclamó en una entrevista en 1926 que su hermano conversaba "como una persona promedio, y con un razonable poder de razonamiento".
Según la entrevista con su hermana, las últimas palabras de Zip para ella fueron: "Bueno, los engañamos durante mucho tiempo, verdad?".